# Eutaxia parvifolia
Eutaxia parvifolia är en ärtväxtart som beskrevs av George Bentham. Eutaxia parvifolia ingår i släktet Eutaxia och familjen ärtväxter. Inga underarter finns listade i Catalogue of Life.